# Methylisobutylketon
Methylisobutylketon (MIBK) ist eine chemische Verbindung aus der Gruppe der Ketone. Es wird aus Aceton hergestellt, dient als Lösungsmittel, Extraktionsmittel und ist Zwischenprodukt für die Synthese.

## Herstellung
MIBK wird technisch in einer Eintopfreaktion aus Aceton und Wasserstoff in Gegenwart eines Übergangsmetall-Katalysators hergestellt. Dabei geht das Aceton zunächst eine Aldolkondensation mit sich selbst ein, der entstehende Diacetonalkohol eliminiert Wasser und wird anschließend hydriert. Alternativ ist auch eine stufenweise Herstellung ausgehend von Aceton über die Zwischenprodukte Diacetonalkohol und Mesityloxid möglich.

## Eigenschaften
Methylisobutylketon ist eine flüchtige, leichtentzündliche, farblose Flüssigkeit mit angenehm ketonartigem Geruch und geringer Wasserlöslichkeit.

### Sicherheitstechnische Kenngrößen
Methylisobutylketon bildet leicht entzündliche Dampf-Luft-Gemische. Die Verbindung hat einen Flammpunkt bei 14 °C. Der Explosionsbereich liegt zwischen 1,2 Vol.‑% (50 g/m³) als untere Explosionsgrenze (UEG) und 8 Vol.‑% (330 g/m³) als obere Explosionsgrenze (OEG). Entsprechend der Dampfdruckfunktion ergibt sich ein unterer Explosionspunkt von 10 °C. Die Grenzspaltweite wurde mit 0,98 mm bestimmt. Es resultiert damit eine Zuordnung in die Explosionsgruppe IIA. Die Zündtemperatur beträgt 475 °C. Der Stoff fällt somit in die Temperaturklasse T1.

## Verwendung
MIBK wird als polares Lösungsmittel, insbesondere für Lacke, Kunstharze, in der Elektronik und beim Einsatz von CS-Tränengas verwendet. Weiter hat es einen Nutzen als Extraktionsmittel in der Analytik und Gewinnung seltener Metalle. Große Mengen entstehen als Zwischenprodukt bei der Synthese von 6PPD, einem Gummi- und Wachs-Weichmacher und bei anderen Synthesen.

## Sicherheitshinweise
Die IARC stufte MIBK im Jahr 2013 als möglicherweise krebserzeugend ein. Gemäß der Bekanntmachung der Liste der wassergefährdenden Stoffe im Bundesanzeiger vom 10. August 2017 (zuletzt ergänzt 10. August 2018) ist der Stoff mit der Einstufung WGK 1 nur schwach wassergefährdend.